# مدن بوک
مدن بوک (به بلغاری: Meden Buk) یک منطقهٔ مسکونی در بلغارستان است که در ایوالوفگراد واقع شده‌است.